# Papa Bonifaci IV
Bonifaci IV, O.S.B. (Marsica, ? - Roma, 8 de maig de 615) fou un religiós italià, papa de Roma. És venerat com a sant per diferents confessions cristianes. Va ser escollit Papa el 25 d'agost de l'any 608, després d'estar nou mesos la seu vacant. Va ser l'introductor de la festivitat de Tots Sants el dia 1 de novembre. Així mateix va consagrar al culte cristià el Panteó de Roma. Va morir a Roma l'any 615, essent sebollit a la Basílica de Sant Pere; en un trasllat de les relíquies del porxo a l'interior, un braç fou dut a Santa Maria in Cosmedin, i altres relíquies a l'església dels Quattro Coronati. La resta va posar-se en una capella de la basílica.
Fill de Johannes, un metge marsi de la província i ciutat de Valèria; succeí al Papa Bonifaci III després de nou mesos de seu vacant. No es coneix la data exacta de consagració: el 25 d'agost (Duchesne) o el 15 de setembre (Jaffé). La data de la seva mort també és incerta, senyalant-se el 8 o el 25 de maig de 615.
Bonifaci va aconseguir el permís de l'emperador romà d'Orient Flavi Focas per convertir el Panteó de Roma en una església cristiana, i el 13 de maig de 609, el temple erigit per Agripa a Júpiter Venjador, Venus, i Mart va ser consagrada pel Papa a Maria i a tots els Màrtirs. Va ser la primera vegada en que a Roma es convertia un temple pagà en un lloc de culte cristià. Es diu que vint-i-vuit carretes de d'ossos sagrats que havien estat retirades de les catacumbes i dipositades en una tomba de pòrfir sota l'altar major.
Durant el pontificat de Bonifaci, Mellitus, el primer bisbe de Londres, va anar a Roma per «consultar amb el Papa importants qüestions amb la nova Església anglesa.» Mentre que es trobava a Roma assistí a un concili on es debatia sobre qüestions sobre "la vida i la pau monàstica dels monjos" i, en marxar, s'endugué a Anglaterra el decret del Concili amb cartes del Papa a Llorenç, arquebisbe de Canterbury i a tot el clergat, al Rei de Kent Æthelberht i a tota la gent anglesa "en relació sobre què s'ha d'observar per l'Església d'Anglaterra. Els decrets del concili ara existents són espuris. La carta a Æthelberht és considerada espúria per Hefele, qüestionable per Haddan i Stubbs, i genuïna per Jaffé.
Entre 612 i 615, el missioner irlandès Sant Columbà, que llavors vivia a Bobbio a Itàlia, va ser persuadit per Agilulf, rei dels llombards, per dirigir una carta de condemna als "Tres Capítols" a Bonifaci IV. Allà li diu al Papa que és sospitós d'heretgia per acceptar el Cinquè Concili Ecumènic (Segon Concili de Constantinoble l'any 553), i l'exhortà a convocar un consell i demostrar la seva ortodòxia.
Bonifaci havia convertit la seva pròpia casa en un monestir, on es va retirar i va morir. Va ser enterrat al pòrtic de la basílica de Sant Pere. Les seves restes van ser traslladades tres vegades - al segle x o XI, a la cloenda del XII sota Bonifaci VIII, i de nou a Sant Pere el 21 d'octubre de 1603.
Bonifaci IV és commemorat com sant en el Martirologi Romà el dia de la seva festa, el 25 de maig.